# Chó sục Manchester
Chó sục Manchester (tiếng Anh: Manchester Terrier) hay Chó sục cảnh Manchester (Toy Manchester Terrier), Chó sục cảnh Anh (English Toy Terrier) là một giống chó sục có nguồn gốc từ thành phố Manchester của nước Anh với tên gọi nguyên gốc là Chó sục Nâu Đen (Black and Tan Terrier) hay có biệt danh là chó sục chuột từ khi chúng được phát triển thành loại chó săn chuột từ thế kỷ 19 ở Manchester. Chó sục Manchester được xem như là một trong những giống chó tốt nhất để săn các loài có hại đặc biệt là chuột.

## Tổng quan
Loài chó này được chọn giống bởi ông John Hulme. Vào năm 1848 một con chó chỉ nặng 5/1⁄2 pounds (2,5 kg) tên là Tiny đã được ghi nhận là đã diệt được 300 con chuột chưa đến 1 giờ đồng hồ. Chó sục Manchester là kết quả lai giữa giống Chó sục nâu đen (Black and Tan Terrier) với giống chó săn Whippet. Có hai loại thuộc giống chó sục Manchester là chó nhỏ (dạng chó cảnh), và chó lớn (dạng tiêu chuẩn) dùng để săn các loài gặm nhấm có tên gọi là Black & Tan Terrier (chó sục nâu đen).
Sự đa dạng của loại chó Manchester nhỏ này trở nên phổ biến trong giai đoạn Victoria của Anh, khi việc thu nhỏ các giống chó đang là trào lưu đang lên. Có những chú chó nhỏ trong thời đại Victoria chỉ nặng có 1 kg (2,5pounds). Ngày nay, giống Manchester chủ yếu nuôi để bầu bạn (companion dog), mặc dù loại chó sục Manchester tiêu chuẩn vẫn được dùng để săn các động vật gặm nhấm. Manchester Terrier được sử dụng để phát triển một vài giống chó, như việc lai chúng với giống Doberman Pinscher và với giống Airedale Terrier.

## Đặc điểm
Manchester Terrier là một giống chó nhỏ, khoẻ mạnh và lanh lợi với cái đầu thon nhọn. Đôi tai có hình chữ V, có thể cụp xuống hoặc vểnh lên, hoặc được cắt ngắn, với dòng chó nhỏ, tai dựng đứng một cách tự nhiên. Đôi mắt nhỏ tối màu có hình quả hạnh đào. Mũi màu đen, răng cắn hình cắt kéo. Lưng hơi cong nhẹ phản ánh một phần về nguồn gốc của chúng là từ nòi chó Whippet. Đuôi chúng thon nhọn về phía ngọn như một cái roi.
Bộ lông có màu đen và nâu vàng, trong đó chủ yếu là màu đen. Chúng có bộ lông ngắn, bóng với màu lông đen và nâu vàng rất dễ chăm sóc, thậm chí không cần chải lông.Chó sục Manchester có mức rụng lông trung bình, trong khi loài Manchester Terrier nhỏ gần như không rụng lông, chúng cần sạch sẽ và bộ móng vuốt được cắt ngắn.

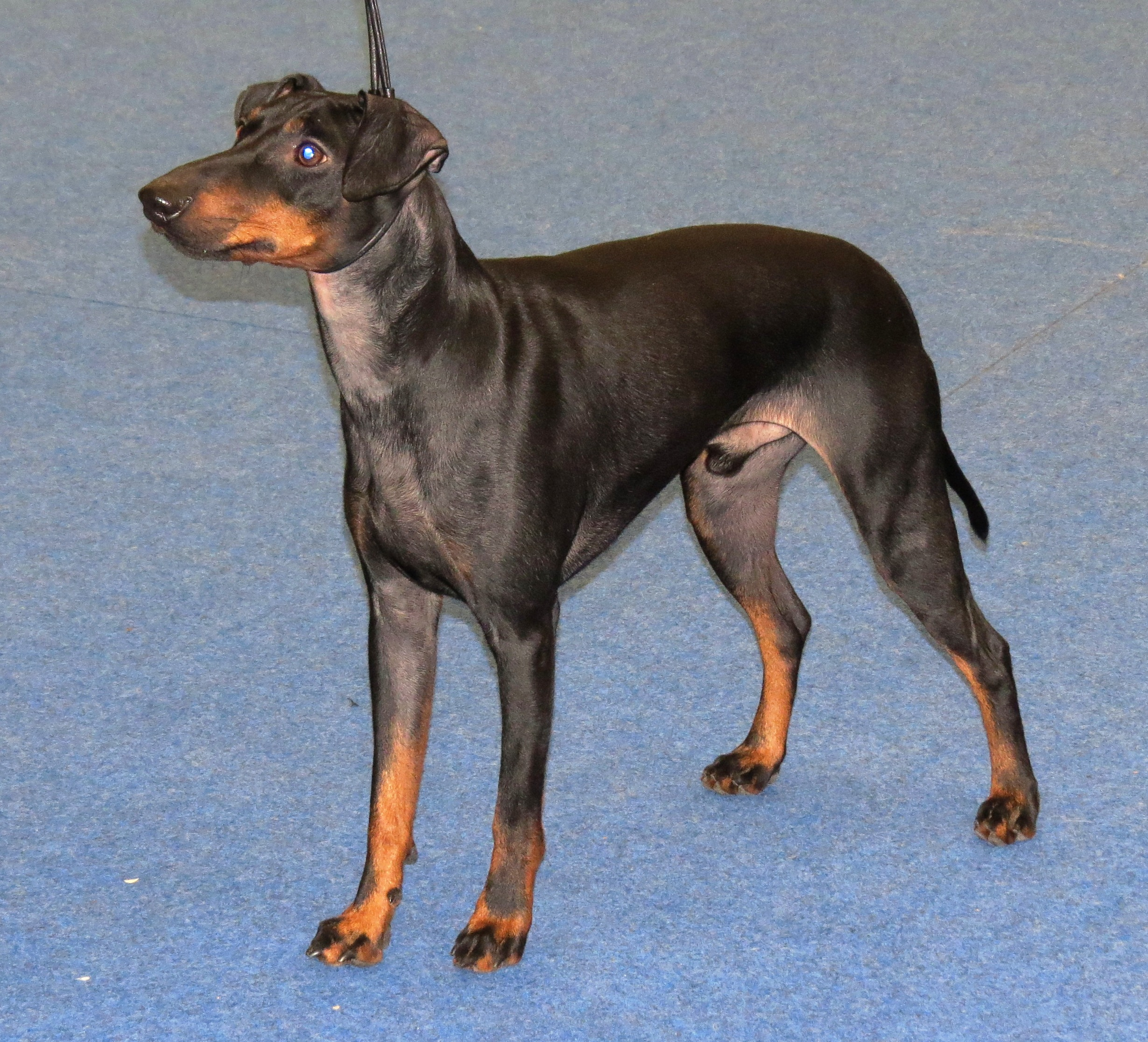
Một con chó sục tiêu chuẩn

Về kích thước, nếu là chó loại nhỏ thì chiều cao khoảng từ 25 – 30 cm (10 - 12inches), có cân nặng 2,5 - 3,5 kg (6 - 8pounds). Riêng ở Mỹ và Canada, nặng nhất là 5 kg (12 pounds). Nếu là loại tiêu chuẩn thì có chiều cao 39 – 40 cm (15 - 16 inches) và cân nặng trung bình con đực là 8 kg (18pounds) còn con cái là 7,7 kg (17pounds).
Chúng có thể chạy rất nhanh và giữ tốc độ cao trong thời gian dài, đây là một trong những ưu điểm quan trọng của chúng trong việc đuổi chuột. Chúng có tuổi thọ khoảng 15 năm. Vài dòng thuộc giống chó này có khả năng mắc bệnh tăng nhãn áp. Chúng cũng có thể mắc chứng rối loạn tiểu cầu, gọi là bệnh dễ chảy máu (Von Willebrand), nhưng hiếm gặp và vết thương cũng lành rất nhanh. Nếu để chúng dưới trời nắng trong thời gian dài, dọc trên lưng chúng sẽ xuất hiện những khối u nhiệt.

## Tập tính

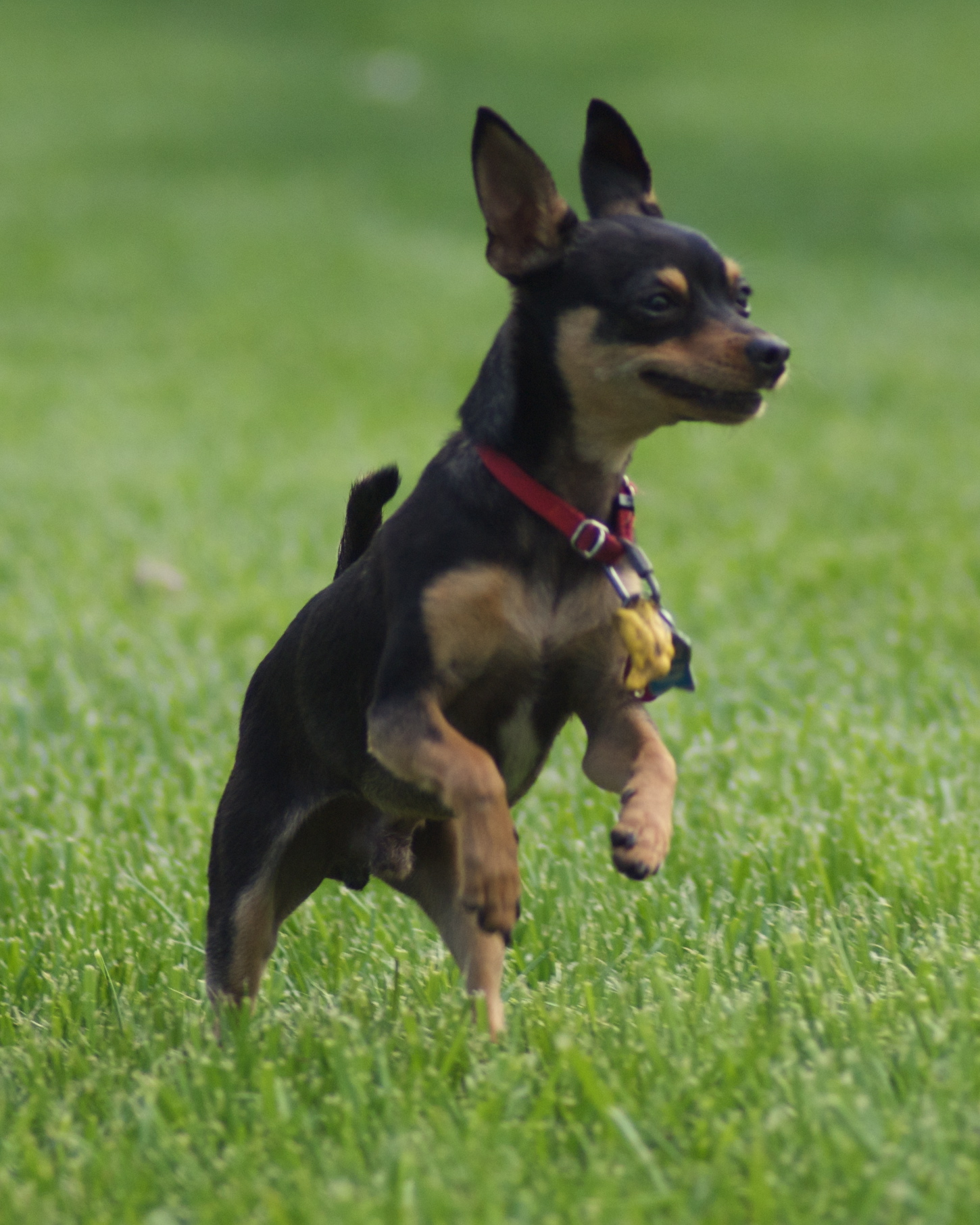
Một con chó sục Manchester hiếu động

Chó sục Manchester là giống chó có phản xạ thần kinh nhanh nhẹn, thông minh và ranh mãnh, hay học hỏi. Chúng có đầy đủ các tố chất của giống chó sục nguyên thủy (loại chó săn chuyên sục bụi rậm), độc lập và trung thành. Rất sống động, ưa chạy nhảy, cảnh giác, thính nhạy và thận trọng và cảnh giác. Có tính tận tuỵ, nó là người bạn tốt và rất trung thành đối với chủ.
Khi chúng một mình trong thời gian dài thì không tốt vì chúng có thể buồn chán quá mức, phá phách và sủa nhiều một cách quá đáng nếu bỏ chúng một mình. Chúng rất thích được ở cùng người. Giống chó này có thể cho hoạt động bên ngoài với những kỹ năng nhanh nhẹn khéo léo, đuổi bắt, cũng như các bài tập về tuân lệnh và phục tùng để tránh khả năng hình thành tính gây gổ, hiếu chiến sẵn có của chúng. Nó có thể cứng đầu, khó bảo, luôn đề phòng và cáu kỉnh. Tính hiếu chiến của chúng khác hẳn so với các giống chó khác.
Chó sục Manchester là loại chó sống tốt trong điều kiện nhà chung cư, nhà tầng. Chúng rất năng hoạt động trong nhà và cũng không cần có sân, chúng ưa khí hậu ấm áp. Cần có nhiều bài luyện tập cho chúng và những buổi đi dạo thông thường hàng ngày mà không có xích. Chúng thích các bài tập bằng cách chạy bộ bên cạnh xe đạp, khi chưa được tập luyện thì không tháo xích bởi vì chúng thích chạy đuổi bắt những con vật khác.